# Feinkost-Nassmarkt in Wuhan
Der Feinkost-Nassmarkt in Wuhan (chinesisch 武汉华南海鲜批发市场 – „Südchinesischer Großhandelsmarkt für Fische und Meeresfrüchte Wuhan“) ist ein Nassmarkt in Wuhan, Provinz Hubei, Volksrepublik China. Seit 1. Januar 2020 ist er wegen COVID-19 geschlossen.
Das Feinkostunternehmen ist der umsatzstärkste Großmarkt für Meeresfrüchte und Süßwasserfische in Zentralchina. Die Grundfläche des gesamten Komplexes beträgt etwa 5 Hektar, die Investitionssumme wurde mit nahezu 50 Millionen Yuan beziffert, der Markt beherbergt mehr als 1.000 Unternehmen. Eine am 15. Februar 2020 in der Zeitschrift The Lancet erschienene Studie nennt ihn als Referenz für den Ursprung von COVID-19: “Clinical features of patients infected with 2019 novel coronavirus in Wuhan, China”. In dieser Studie werden die epidemiologischen, klinischen, labortechnischen und radiologischen Merkmale, die Behandlung und die klinischen Ergebnisse von 41 Patienten mit COVID-19 vorgestellt, 27 Personen (66 %) dieser Gruppe von 41 Patienten hatten Kontakt zum Großmarkt.

## Geographische Lage
Der Markt befindet sich in Hankou im Bezirk Jianghan der chinesischen Provinz Hubei, an der Kreuzung der Development Avenue (zweite Ringstraße) und der Xinhua Road. In der Nähe des Bahnhofs Hankou, auf der anderen Seite der Eisenbahnlinie, sind die South China Fruit Group (Südchinesischer Obstgroßhandelsmarkt), die der Wuhan South China Real Estate Group Co., Ltd. angeschlossen ist, sowie der South China Glasses Wholesale Market. Zu den Gebäuden in der Nähe gehören: Hankou Railway Station und das Wuhan Union Hospital.

## Geschichte
Seit 2005 befindet sich das Großhandelsunternehmen an seinem heutigen Standort und wurde seither zweimal erweitert. Die im Anwesen ansässigen Unternehmen haben eine bedeutende Funktion als Arbeitgeber.
Das Unternehmen wurde vor 1991 gegründet, als der Bahnhof Hankou an seinen heutigen Ort verlegt wurde. Vorher befand sich der Markt in der Gegend von Jinjiadun außerhalb der zweiten Ringstraße der Development Avenue, in einer abgelegenen Gegend. Aufgrund der Eröffnung des Bahnhofs Hankou kam es zu einem wirtschaftlichen Aufschwung des Marktes. Es wurde mehrfach mit dem Ehrentitel „Wuhan Civilized Market“ ausgezeichnet. Der Fischmarkt im ersten Stock ist in Ost- und Westbezirke unterteilt. Im Ostbezirk gibt es 12 Geschäftsstraßen und in jeder Straße etwa 8 Geschäfte, in denen hauptsächlich Fleisch verkauft wird. Im Westbezirk gibt es 15 Straßen, in denen hauptsächlich Süßwasserfische, Meeresfrüchte und Gewürze angeboten werden. Der zweite Stock führt die Bezeichnung South China Optical City und beherbergt mehr als 100 Händler.
Der südchinesische Großhandel für Meeresfrüchte ist Eigentum der Wuhan South China Seafood Market Co., Ltd. und hat Eigentümerüberschneidungen mit dem Grundeigentümer, der Wuhan South China Real Estate Group Co., Ltd. Der Geschäftsumfang umfasst die Verwaltung von Markteigentum und den Betrieb von Parkplätzen, den Groß- und Einzelhandel mit Wasserprodukten und landwirtschaftlichen Primärprodukten sowie den Verkauf von Lebensmitteln. Sein Geschäftsführer ist Yu Tian, sein Bruder Yu Qize ist ein Aktionär. Yu Hongs Vater, Yu Zhushengs Ex-Frau Zhao Hong, leitete von 1999 bis 2006 den südchinesischen Fischmarkt. Die Managementperiode von Zhao Hong fiel mit der Periode von SARS und der Vogelgrippe H5N1 zusammen. Der Markt wurde täglich desinfiziert, und es traten angeblich keine Infektionen auf. Im Jahr 2013 war der südchinesische Fischmarkt von der H7N9-Epidemie betroffen, wurde aber nicht geschlossen.
Der Markt ist für die Versorgung mit Schweinefleisch in vielen großen Märkten im Norden des Jangtse zuständig und verkauft auch Wildtiere (wie Frösche, Schlangen, Igel und andere). Es gibt viele Arten von Meeresfrüchten auf dem Markt, Trockenwaren und Tiefkühlprodukte. Der Markt bietet auch Beschaffungsdienstleistungen für verschiedene Hotels und Unternehmen an und ist das Distributionszentrum für viele Hotels in der Stadt. Die Geschäfte öffnen ihre Türen in der Regel um 4 oder 5 Uhr morgens und arbeiten etwa 12 Stunden. Im Jahr 2011 erreichte der Umsatz des südchinesischen Großhandelsmarkts für Meeresfrüchte 1,3 bis 1,5 Milliarden Yuan und stieg weiter an.
Am Morgen des 25. September 2019 inspizierten Vertreter mehrerer Behörden in Wuhan gemeinsam den Wildvertrieb des Marktes und stellten keine Verstöße gegen die rechtlichen Vorgaben fest. Das Strafverfolgungspersonal überprüfte Wildvertriebs- und Geschäftslizenzen der acht Händler, die Tigerfrösche (Hoplobatrachus tigerinus), Schlangen, Igel und andere Tiere verkaufen. In China gibt es ein „Wildschutzgesetz“; der Vertrieb von Wild ist gesetzlich geregelt.

## Kontroversen

### Kartellbildung
Mitte Juli 2007 berichteten einige Geschäftsinhaber, dass die South China Seafood Wholesale Market Shrimp Association ein Monopol habe. Die Shrimp Association organisiere die Lieferung und garantiere die Qualität. Alle Shrimp-Unternehmen müssten die Waren am Vortag kaufen, am nächsten Tag werde abgerechnet. Händler würden gezwungen, sich der Shrimp Association anzuschließen. Infolgedessen habe sich die Qualität der Garnelen verschlechtert, und die Preise seien gestiegen, was den normalen Betrieb einiger lokaler Unternehmen beeinträchtigt habe. Später erhielten mehrere Abteilungen Beschwerden von Bürgern. Die Industrie- und Handelsabteilung von Wuhan Jianghan griff in die Untersuchung ein.
2010 berichteten Bürger, dass Schweinefleisch, das im Schlachthaus Changsheng in der Nähe des Fischmarkts gekauft wurde, nicht zum Verkauf in den südchinesischen Fischmarkt gelassen wurde. Unbekannte Personen kamen heraus, um den Zugang zu blockieren, und drohten sogar mit Messern und Stöcken.

### Sicherheit und Hygiene
2013 berichteten die Medien, dass täglich Tausende Pfund Garnelen aus Essensresten einiger Restaurants in die Kanalisation entsorgt würden.
Am 22. Februar 2014 zeigte die Wuhan Morning Post LKW-Fahrer bei den Behörden an, die den Markt belieferten und ihren Müll im Grüngürtel neben dem Markt entsorgten.
2017 zog die National Medical Products Administration Stichproben von den Nassmärkten. Dabei erwiesen sich 66 Chargen als nicht genießbar, darunter wurde in Fisch von zwei Händlern des Fischgroßhandelsmarkts der Zusatzstoff Malachitgrün nachgewiesen. Am 27. Juni 2019 berichtete die Zeitung Volksnetzwerk 人民网 über unhygienische Zustände auf dem Markt, eine Reaktion der Stadtregierung von Wuhan blieb jedoch aus.

### Betrug mit Waren und Geld
Schildkröten, die in Gefangenschaft schlüpfen oder gefangen und gemästet werden, sind durch eine fehlende Pigmentierung im Panzer zu erkennen, was zu Preisabschlägen führt. Am 15. April 2008 berichtete die Wuhan Morning Post, dass einige Anbieter auf dem Feinkostmarkt ihren Kunden zeigten, wie mit Verätzung durch eine Lösung aus Kaliumpermanganat der optische Eindruck von wilden Schildkröten erzeugt werden kann. Einem Reporter, der sich als Käufer ausgab, demonstrierte man, wie diese betrügerische Methode an zahlreichen Schildkröten angewandt wird.
Im September 2011 fand die Industrie- und Handelsabteilung von Jianghan, das Industrie- und Handelsbüro Tangjiadun, 348 kg verfälschte oder ungenießbare Produkte auf dem Großmarkt. Im Oktober wurde festgestellt, dass einige Händler mit manipulierten elektronischen Waagen betrogen.

### Sonstiges
Nach Angaben von Qixinbao wurde das Viehgroßhandelszentrum des Bezirks Jianghan in der Stadt Wuhan im Juli 2019 in die Liste der abnormalen Vorgänge aufgenommen. Das Großhandelszentrum befindet sich in der Fu Street Nr. 7, 8, 9 und 11, Ostbezirk des Fischmarkts, Bezirk Jianghan, Stadt Wuhan. Der allgemeine Geschäftsbereich umfasst frisches Vieh, lose Lebensmittel, Groß- und Einzelhandel mit abgepackten Lebensmitteln sowie Groß- und Einzelhandel mit frischen Wasserprodukten.

### COVID-19
Durch Kontakte auf dem Fischmarkt gab es 2019 und 2020 Lungenentzündungsfälle durch COVID-19, die Kontroversen hervorriefen. Am Nachmittag des 30. Dezember 2019 sah der Augenarzt Li Wenliang einen Testbericht, der einen Patienten mit einem positiven Indikator mit hohem Konfidenzniveau Schweres akutes Atemwegssyndrom zeigte. Er verbreitete unter seinen Klassenkameraden eine Nachricht über die Epidemie in dem Großmarkt, wo sieben Fälle diagnostiziert worden seien. Vier Tage später wurde Li Wenliang von der Polizeistation in der Zhongnan Road Street des Wuhan Public Security Bureau der Wuchang Branch wegen „Veröffentlichung unwahrer Aussagen im Internet“ verwarnt und ermahnt.
Am 31. Dezember 2019 berichteten die Medien, dass die meisten Händler immer noch normal arbeiten. Am selben Tag kamen Reporter der Red Star News zum Fischmarkt und stellten fest, dass mehrere Zivilarbeiter im Wuhan Disease Control Center Fotos von den Händlern machten, aber die Mitarbeiter weigerten sich, auf die Frage des Reporters zu antworten, ob sie Untersuchungen an Patientenständen durchführen. Die Mitarbeiter der Geschäftsstelle antworteten mit „ohne Kommentar“. Einer epidemiologischen Umfrage zufolge betreiben einige Patienten Unternehmen auf dem südchinesischen Großhandel für Meeresfrüchte.
Am 1. Januar 2020 veröffentlichten die Marktüberwachungsverwaltung des Bezirks Jianghan der Stadt Wuhan und das Sanitär- und Gesundheitsbüro gemeinsam die Ankündigung, den Markt zu schließen und eine Sanierung der Umwelthygiene durchzuführen. Am nächsten Tag hatten die meisten Händler ihre Geschäfte geschlossen.
Am 17. Januar 2020 veröffentlichte das Magazin Science einen Artikel, wonach der südchinesische Großhandelsmarkt für Meeresfrüchte in Wuhan möglicherweise nicht die Quelle des Virus ist. Mehrere Medien wiesen später darauf hin.
Auf Sina Weibo war zu lesen, dass auf dem Großmarkt eine Vielzahl wilder Tiere geschlachtet und verkauft werden. Am 21. Januar besuchte ein Reporter der Beijing News den Ort und fand Tierkadaver und Schlachtabfälle, und es gab mehrere Unternehmen, die Wild verkauften.
Während der COVID-19-Pandemie 2019 stellte Wu Xiaohua (武小华) eine Verschwörungstheorie vor, wonach das P4-Labor des Instituts für Virologie Wuhan, in dem sich Shi Zhengli befinde, die Quelle des durchgesickerten Virus sei. Shi Zhengli und viele Medien meldeten später, dass seine Argumente unzureichend seien, spekulative Elemente enthielten und nicht wahr seien.